# Ченселлор, Ван
Ван Ченселлор (англ. Van Chancellor; род. 27 сентября 1943, Луисвилл, Миссисипи) — американский баскетбольный тренер. С женской сборной США чемпион мира 2002 года и чемпион Олимпийских игр 2004 года, с клубом «Хьюстон Кометс» четырёхкратный чемпион женской НБА. Ченселлор трижды признавался тренером года женской НБА (1997—1999) и дважды — баскетбольным тренером года в США (2002, 2004). Член Зала славы баскетбола с 2007 года и Зала славы женского баскетбола с 2001 года.

## Биография

### Начало тренерской карьеры и «Леди Ребелс»
Ван Ченселлор родился в Миссисипи в 1943 году. Учился в Восточно-Центральном общественном колледже в Декейтере (Миссисипи), где два года играл в баскетбол за сборную школы, затем перешёл в Университет штата Миссисипи, получив в 1965 году первую степень по математике и физическому воспитанию. В 1973 году он стал магистром физического воспитания, получив эту степень в Миссисипском университете.
Уже в последний год учёбы в Миссисипском университете Ченселлор начал тренировать баскетбольную команду мальчиков Ноксапатерской средней школы в своём родном Луисвилле. Позже он тренировал школьные команды в таких городах Миссисипи, как Хорн-Лейк и Галфпорт (Гаррисонская центральная средняя школа). В 1974 году он привёл своих подопечных к званию национальных чемпионов в возрастной категории до 15 лет, а в 1977 и 1978 годах дважды выигрывал школьные чемпионаты Миссисипи с Гаррисоновской школой.
В 1978 году Ван Ченселлор стал тренером женской сборной Миссисипского университета, в первый же сезон выиграв с ней чемпионат штата. Ченселлор тренировал сборную Миссисипского университета, известную как «Оле Мисс Леди Ребелс», в общей сложности 19 сезонов, до 1997 года, и 14 раз выводил её в финальный турнир NCAA, в том числе 11 лет подряд с 1982 по 1992 год. «Леди Ребелс» под руководством Ченселлора выиграли за эти годы 439 матчей при 154 поражениях и четыре раза добирались до финальной восьмёрки турнира NCAA. В 1987, 1990 и 1992 годах Ван Ченселлора признавали лучшим тренером Юго-Восточной конференции NCAA.

### Женская НБА и сборная США
В 1997 году Ченселлор был приглашён возглавить женский профессиональный клуб «Хьюстон Кометс», входящий в только что сформированную женскую НБА. Он тренировал «Кометс» на протяжении десяти сезонов, до 2007 года, выиграв с ней первые четыре чемпионата женской НБА и семь раз подряд выходя в плей-офф. В общей сложности клуб под его началом выиграл 211 матчей при 111 поражениях в регулярном сезоне и 20 побед при 14 поражениях в плей-офф, в том числе установив рекорд женской НБА в сезоне 1998 года — 90 % выигранных матчей (27 побед при трёх поражениях). По итогам сезонов 1997, 1998 и 1999 годов Ван Ченселлор становился тренером года женской НБА. Три раза он также был тренером сборной Западной конференции в матчах всех звёзд женской НБА (1999, 2000, 2001), все три раза одержав со своей командой победу, а в 2006 году стал тренером «сборной десятилетия женской НБА».
В первом десятилетии XXI века Ван Ченселлор выступал также в ранге главного тренера женской национальной сборной США. В этом качестве он одержал со сборной 38 побед, не потерпев ни одного поражения, и выиграл сначала чемпионат мира 2002 года, а затем Олимпийские игры в Афинах. Как в 2002, так и в 2004 году он признавался баскетбольным тренером года в США.
Уже в 2001 году заслуги Ван Ченселлора позволили ему занять место в Зале славы женского баскетбола. В 2007 году он также был включен в Зал славы баскетбола.

### Последние годы
В январе 2007 года, после десяти сезонов с «Хьюстон Кометс», Ван Ченселлор объявил об уходе из клуба. Он мотивировал своё расставание с «Кометс» желанием проводить больше времени с семьёй. Однако уже в апреле того же года с ним заключил контракт Университет штата Луизиана, в котором он занял должность главного тренера женской сборной.
В свой первый сезон с новой командой Ченселлор выиграл с ней все 14 матчей в Юго-Восточной конференции, а затем довёл её до полуфинала национального чемпионата NCAA. По итогам сезона он был в четвёртый раз признан тренером года Юго-Восточной конференции. Он выходил с луизианской командой в национальный чемпионат и в следующие два сезона, оба раза выбывая из борьбы во втором круге. В общей сложности Ченселлор провёл в Университете штата Луизиана четыре года, выиграв с командой за это время 90 матчей из 130 и доведя суммарное число побед своих команд в университетском баскетболе до 529. В марте 2011 года Ченселлор объявил, что покидает пост главного тренера женской сборной университета и переходит на должность специального консультанта директора спортивных программ университета. Ченселлор дал понять, что хотел бы тренировать сборную университета ещё один сезон, но такой вариант ему не предложили.
От жены Бетти у Вана Ченселлора двое детей — Джон и Рене. Джон, пошедший по стопам отца, стал школьным баскетбольным тренером.